# Zpravodajská brigáda
Zpravodajská brigáda (ZB) byla protiněmecká zpravodajská organizace fungující na území Prahy a okolí v období Protektorátu Čechy a Morava v letech 1940 až 1945.

## Historie organizace
ZB byla založena v listopadu 1940 po oficiálním zákazu skautingu. Zakladateli byli Jaromír Klika a Adolf Karlovský, členové 5. oddílu vodních skautů. Původní název organizace byl Zbojník, tento název byl ale v roce 1944 na návrh Rady tří změněn na Zpravodajskou brigádu (zkratka ZB, což nadále připomínalo původní název).

Příslušníky ZB byli většinou skauti a jejich průměrný věk se pohyboval kolem 15 let. V letech 1941–1943 došlo k nárůstu členské základny, což vyvrcholilo v lednu 1943 spojením s mládežnickou odbojovou organizací Veleslava Wahla. K prvnímu velkému ohrožení ZB došlo v období heydrichiády, kdy bylo pozatýkáno mnoho osob spjatých s odbojem. Nikdo ale ZB neprozradil. 

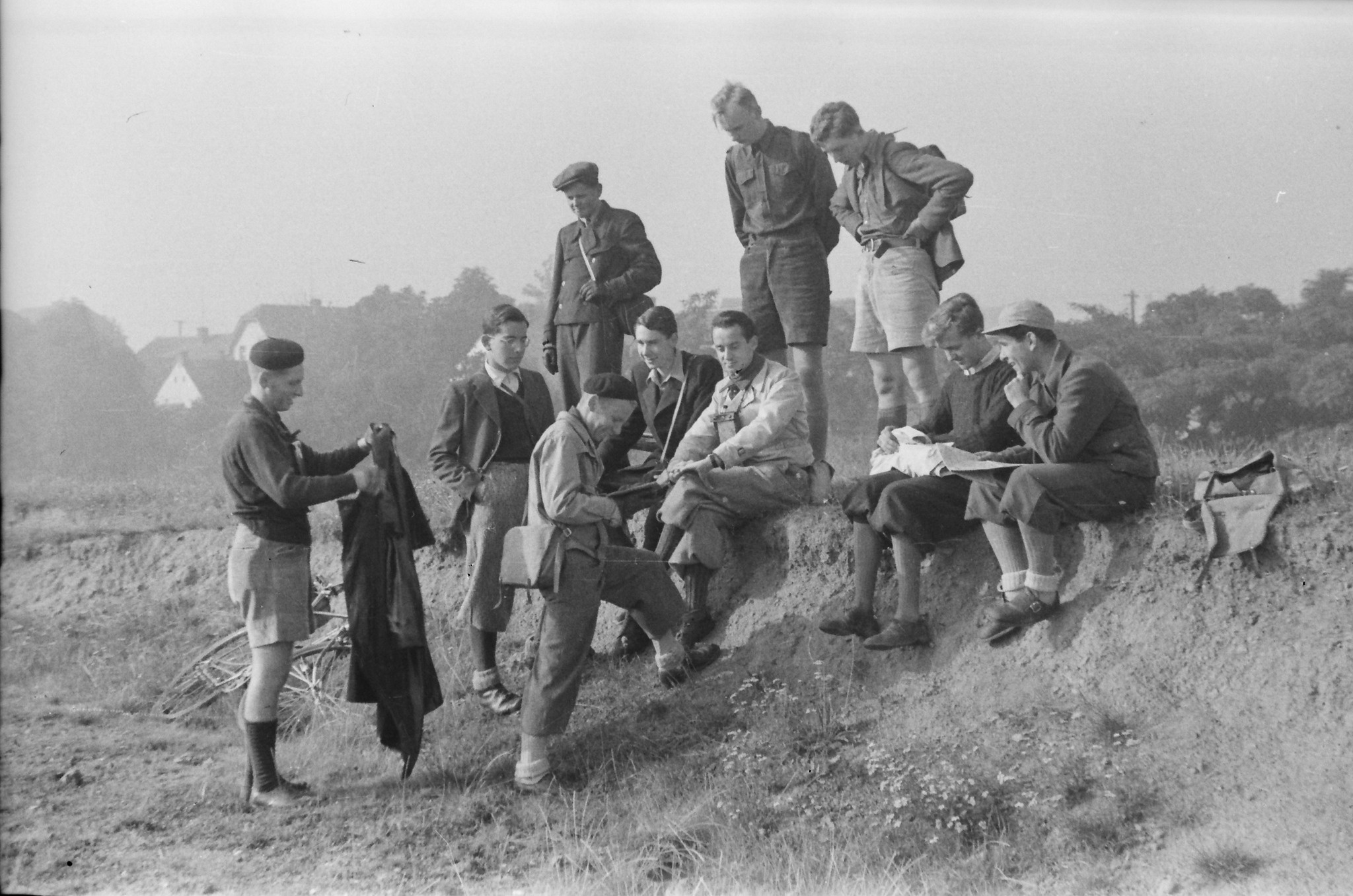
Část skautů z 5. vodního pražského oddílu, který se v roce 1940 stal jádrem ilegální protiněmecké odbojové skupiny Zbojník

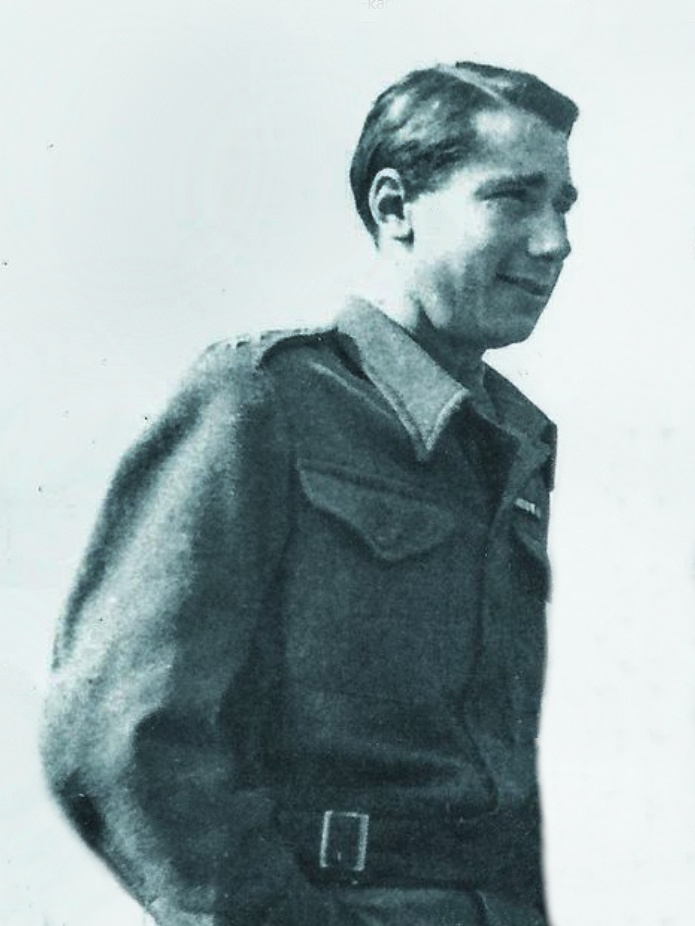
Jeden ze zakladatelů Zbojníka – Adolf Karlovský v uniformě v létě roku 1946 v hodnosti poručíka československé armády

V polovině roku 1943 již měla ZB celkem 200 členů rozdělených do pěti čet. V té době získala napojení na Přípravný revoluční národní výbor (PRNV) a poté i na obnovenou Obranu národa (ON). V rámci ON se naplno věnovala zpravodajské činnosti. V červnu 1944 zahájily německé bezpečnostní složky akci, při které byly PRNV a ON prakticky zničeny; ZB ale opět nikdo neprozradil.
V polovině roku 1944 se velení ZB podařilo získat napojení na Radu tří (R3), pro kterou nadále plnili funkci zpravodajské služby. V tomto období došlo k přejmenování na Zpravodajskou brigádu. Velení R3 bylo navíc nuceno příslušníkům ZB výslovně zakázat bojovou činnost, aby tím nebylo ohroženo plnění zpravodajských úkolů. 
Koncem války došlo k dalšímu nárůstu členské základny ZB, když se sloučili s dalšími odbojovými organizacemi. V rámci ZB vznikly prapory, z nichž I. prapor byl tvořen původními členy ZB a jako jediný byl členěn po vojenském způsobu na roty, čety a družstva.

## Činnost
Původní náplní ZB se měla stát diverzní a sabotážní činnost. Pro tyto účely příslušníci ZB prováděli výcvikovou činnost pod vedením čet. asp. Laštovky, příslušníka Obrany národa. Organizace byla členěna vojensky a po celou dobu své existence byla vojensky i řízena.
Prvními akce ZB se stávala drobná sabotáž (likvidace dopravních značek při přesunech německých vojsk, označování bytů kolaborantů a zrádců atd.). Protože ale ZB trpěla nedostatkem zbraní a tudíž ozbrojený odpor byl neuskutečnitelný, začalo se velení organizace zaměřovat více na zpravodajskou činnost. 
Zprávy byly předávány obvykle na malých lístečcích, na kterých kromě samotné informace byla kódově označena důvěryhodnost zprávy a zdroje, datum získání či další možnosti rozšíření poznatku. Navíc lístek obsahoval kódové číslo, podle kterého bylo možné určit, kdo je odesílatelem zprávy. ZB měla navíc i vlastní bezpečnostní službu (kontrarozvědku), která měla za úkol bránit pronikání konfidentů do řad ZB či podsouvání falešných informací prostřednictvím provokatérů.
Příslušníci ZB (většinou mladí hoši před či po maturitě) byli v rámci nuceného pracovního nasazení umisťováni do strategických podniků nejen v Protektorátě ale i v Německu a dalších zemích. Ze svých působišť pomocí kurýrů předávali informace o všech možných aspektech nacistické mašinérie. Tyto informace se shromažďovaly v Praze na četnickém oddělení. Zde byly vyhodnocovány a v podobě ucelených zpráv odesílány přes kurýry československému zahraničnímu odboji v Londýně. 
Koncem roku 1944 získala ZB přes R3 kontakt na příslušníky desantu Calcium, od niž získali nejen nové poznatky vedoucí ke zkvalitnění zpravodajské činnosti, ale i přímé napojení na exilovou vládu v Londýně prostřednictvím vysílačky. 
Kromě informací z průmyslu zorganizovali příslušníci ZB nepřetržitou sledovací službu na hlavních silničních a železničních tazích či prováděli riskantní průzkum strategických objektů (pronikli např. do podzemích benzinových skladišť v Hněvicích a na základě jejich informací toto místo Spojenci dvakrát bombardovali). K dalším činnostem patřilo zjišťování stavu pohraničních opevnění, budování nových obranných postavení, mapování přesunů nacisty uloupených památek a také udržování nálady obyvatelstva. Kromě toho udržovali v aktuálním stavu mapu se soupisem dislokace všech německých jednotek v Praze a jejím okolí.

### Bojové nasazení
Začátkem května 1945, kdy se situace stávala stále napjatější vyhlásilo velení ZB zostřenou pohotovost; nepřetržitě byly sledovány německé posádky i objekty, které by mohly být německými ženisty ničeny. Dne 5. května, v den vypuknutí Pražského povstání byla ZB nasazena do bojů. Účastnila se po četách, které teprve v bojích s Němci získávaly zbraně, kterých byl nedostatek.
Během bojů v Pražském povstání padlo 108 příslušníků ZB.